# Dysspastus fallax
Dysspastus fallax is een vlinder uit de familie dominomotten (Autostichidae). De wetenschappelijke naam is, als Donaspastus fallax, voor het eerst geldig gepubliceerd in 1961 door Gozmany.
Deze vlinder komt voor in Europa.

## Synoniemen
- Dysspastus uncinatus Gozmany, 1977[1]
- Donaspastus demon Gozmany, 1963[1]